# William Frederick Mitchell
Pour les articles homonymes, voir William Mitchell et Mitchell.
William Frederick Mitchell, né en 1845 à Calshot dans le Hampshire, mort en 1914 à Ryde (Île de Wight), est un peintre britannique  de marines et aquarelliste. Ses œuvres sont présentes en grand nombre au National Maritime Museum de Londres.

## Biographie

### Famille
William Frederick Mitchell voit le jour à Calshot où son père est garde-côtes. Il passe une grande partie de sa vie non loin de Portsmouth. En 1881, peu après son mariage avec une mademoiselle Woodman, il s'installe sur l'Île de Wight. En mai-juin 1904, dans une autobiographie issue d'un magazine pour personnes sourdes (The Messenger), il explique qu'il est devenu sourd à cause de la scarlatine et comment son père lui apprend à parler.

### Son style
Il pratique principalement l'aquarelle, mais ne dédaigne pas l'huile sur toile. C'est un peintre précis et méticuleux des voiles et gréements. Il interprète plus librement les coques, et ses ciels sont des lavis dégradés de facture classique.

### Son travail
Extrêmement prolifique, il réalise plus de 3 500 œuvres au cours de sa vie. Ses œuvres représentent en grande majorité des navires marchands et des vaisseaux de la Royal Navy. Peintre de commandes, ses clients sont  surtout des armateurs et officiers de marine.

## Quelques tableaux
- HMS Arethusa, 1876, aquarelle, 49 × 73 cm.
- HMS Grampus dans le Pacifique au large de Bora Bora, Tahiti, 1876, aquarelle, 24,8 × 14,4 cm.
- Averse sur Red Pike, 1888, huile sur toile, 61,6 × 91,5 cm.
- Voile et Vapeur, 1894, aquarelles (1 paire), 16 × 24 cm chaque.